# Monts Zarga
Les monts Zarga (ou Zerga) sont un petit massif essentiellement gréseux de Mauritanie, situé dans la région de l'Adrar, à une trentaine de kilomètres à l'ouest-sud-ouest de Chinguetti. 
Le contraste entre les pitons rocheux et les dunes qui les envahissent leur a valu le surnom de « montagne bicolore ».

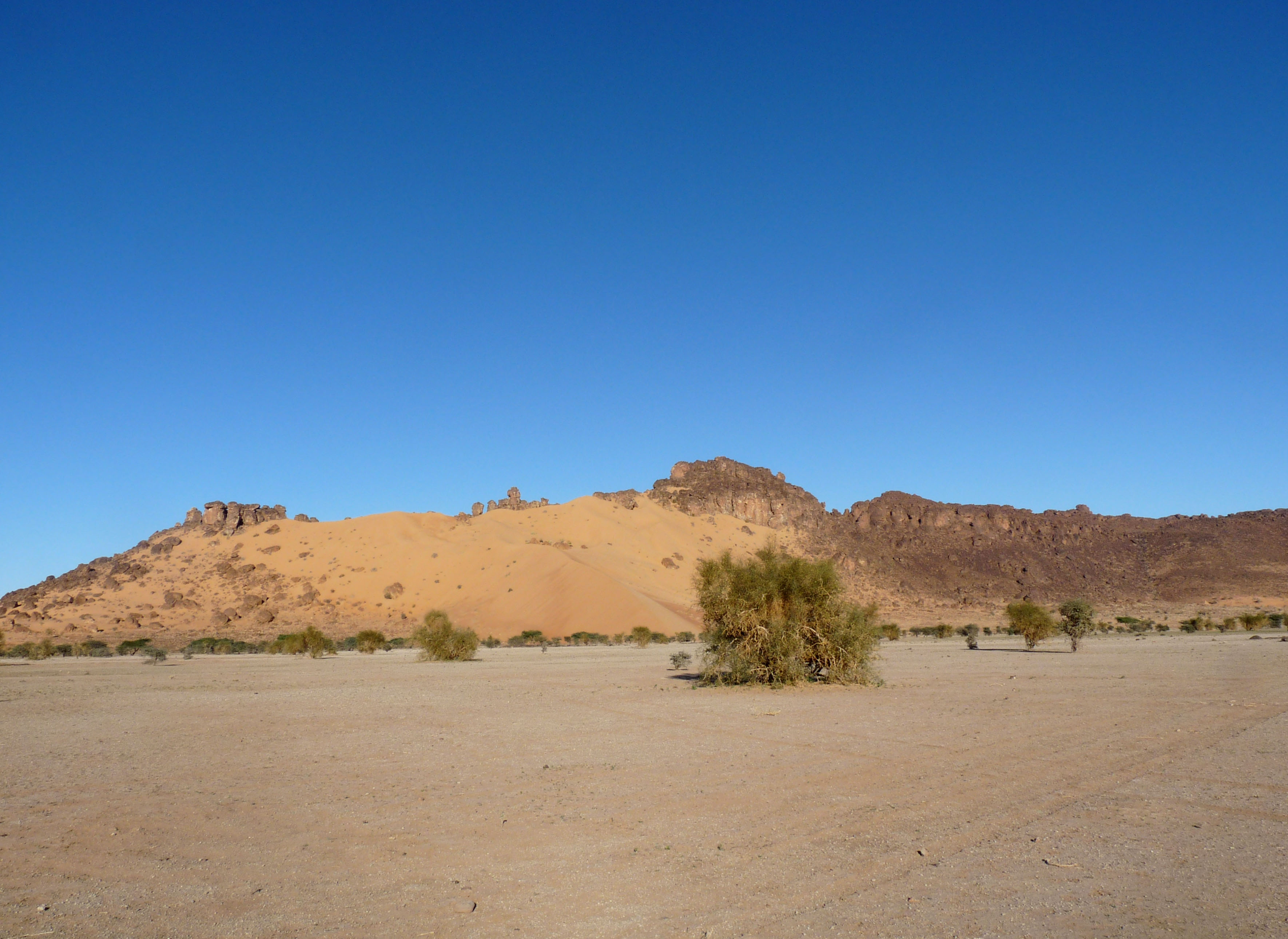
La « montagne bicolore ».
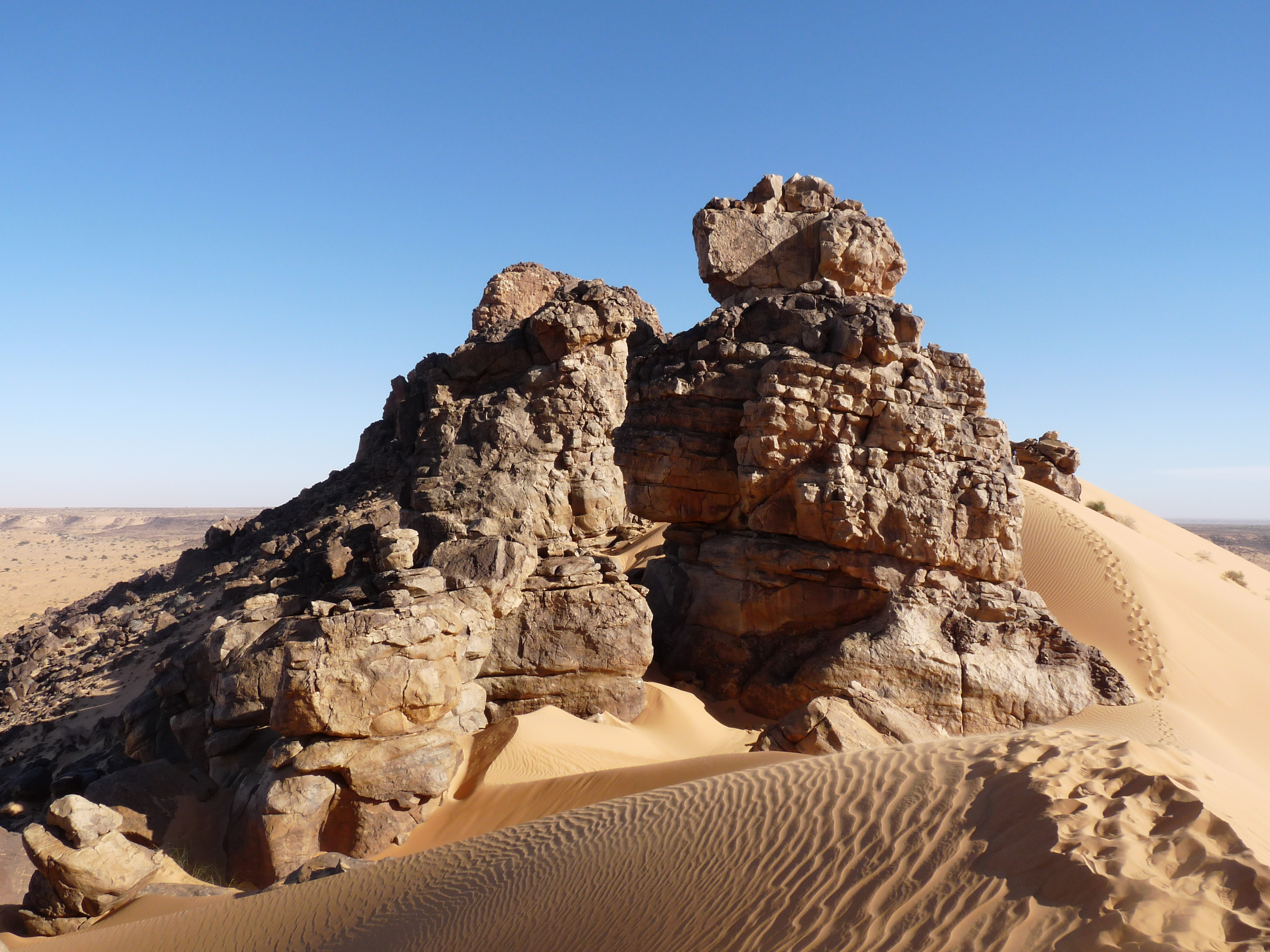
Formation rocheuse.

## Environnement
Plusieurs espèces de reptiles y ont été décrites, telles que Agama boulengeri, Tarentola parvicarinata, Acanthodactylus dumerilii, Scincus albifasciatus, ainsi qu'une espèce endémique de gecko, Pristurus adrarensis.

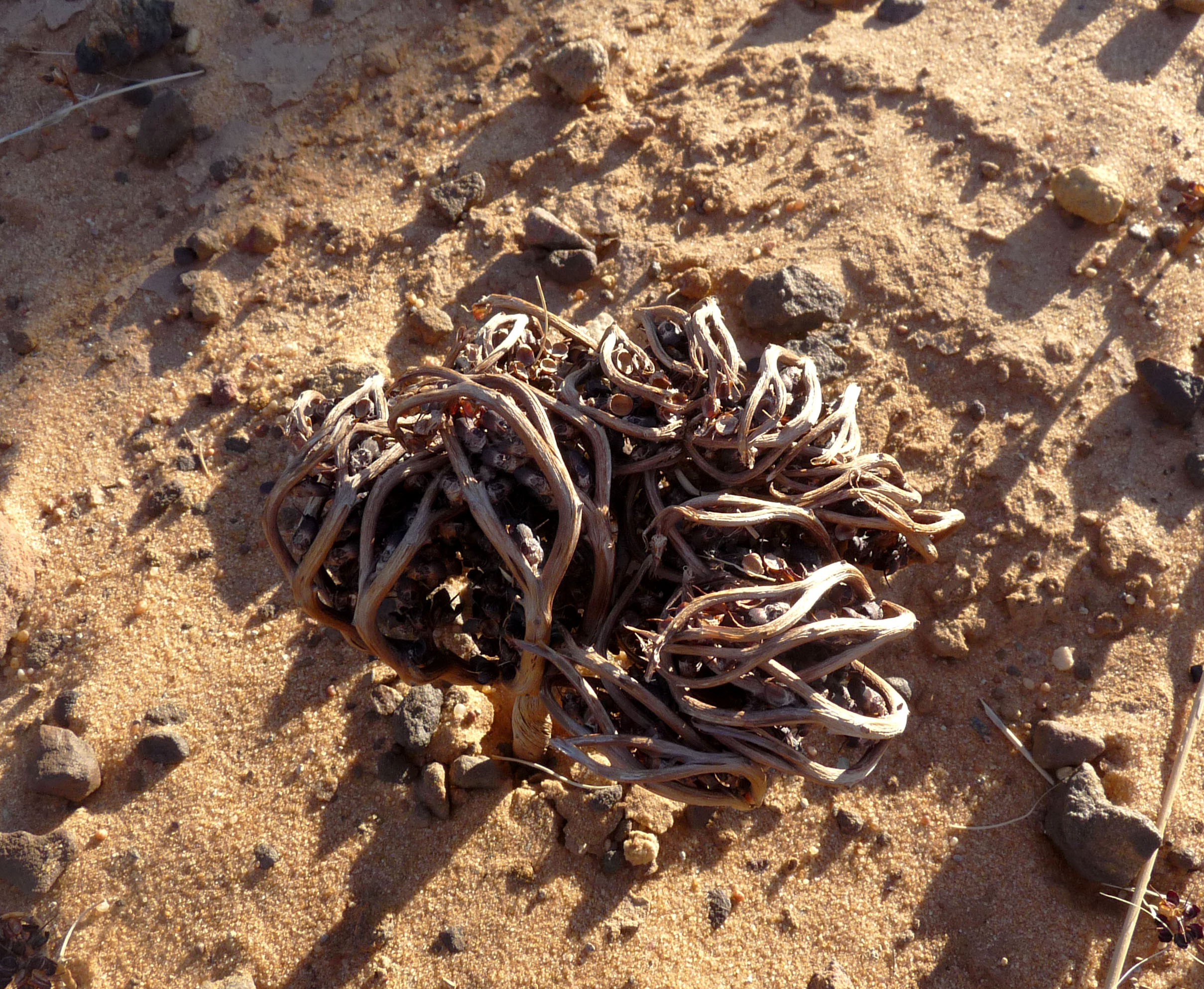
Anastatica hierochuntica.
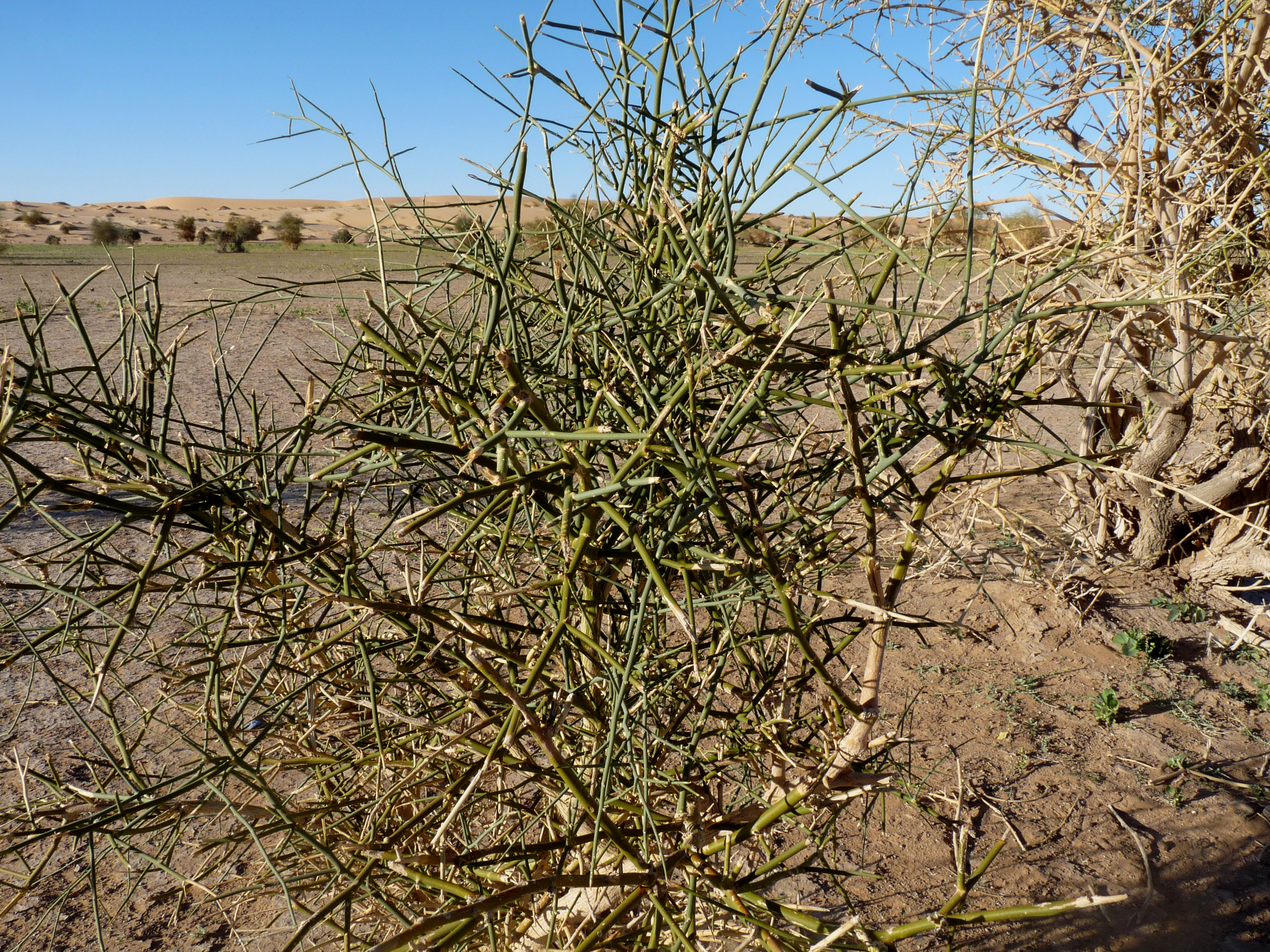
Balanites aegyptiaca.
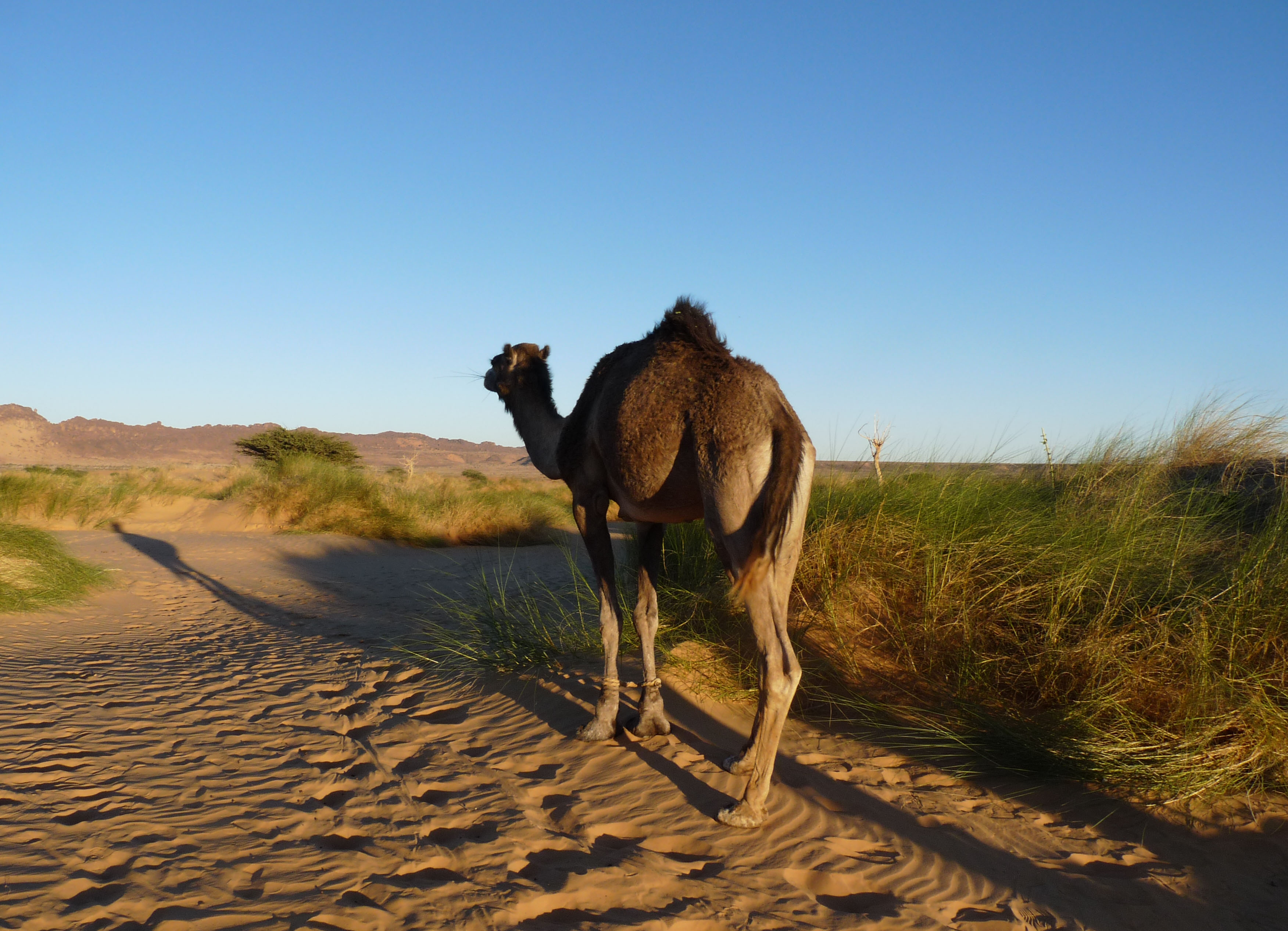
Dromadaire, côté ouest.